# Castrignano del Capo
Castrignano del Capo là một đô thị và thị xã của Ý. Đô thị này thuộc tỉnh Lecce trong vùng Apulia. Castrignano del Capo có diện tích km2, dân số theo ước tính năm 2005 của Viện thống kê quốc gia Ý là người. 
Các đơn vị dân cư:
Đô thị Castrignano del Capo giáp với các đô thị: